# AIC/Mostly Modern国際作曲コンクール
Music 21 / AIC International Composers' Competitionは、アイルランドで行われている国際作曲コンクール。2006年まではAic/Mostly Modern国際作曲コンクール（ - こくさいさっきょくコンクール）として行われていた。

## 概要
毎年1月から2月にアイルランドのダブリンで行われる室内楽中心の作曲コンクールで、アイルランド銀行芸術センターで公開演奏される。出品者の年齢、国籍は問わない。
アイルランド作曲家協会 (AIC) が主催する。賞金はそれほど高額ではなく、650ユーロである。作曲コンクールは歴史も浅いが、過去に選ばれている受賞者はヨーロッパで活躍する現代音楽の作曲家が中心。

## 過去の受賞者
- Jerome de Bromhead (2000年)
- Sharon Zhu (2001年)
- Luca Vanneschi (2002年)
- Ramon Humet (2003年)
- Arild Suarez (2004年)
- 熊谷佳和 (2005年)
- 山本和智 (2007年)